# Il figlio di Chucky
(Tag-line del film)
Il figlio di Chucky (Seed of Chucky) è un film del 2004 diretto da Don Mancini.

## Trama
Nel novembre del 2004, quasi sei anni dopo la sconfitta di Chucky e Tiffany, in una serata del Glastonbury Festival, la loro prole, vive una vita da fenomeno da baraccone, sfruttato dal crudele Psychs, che lo prese da neonato, nel cimitero di Hackensack poco dopo la sua nascita e conducendolo a Glastonbury in Inghilterra, dove si guadagna da vivere spacciandosi per un ventriloquo esperto. Dietro le quinte il bambolotto, a cui Psychs ha dato con malignità il nomignolo di "Faccia di Merda", è tenuto rinchiuso in una gabbia ed ha ricorrenti incubi nei quali uccide la gente. La sera dopo, quando apprende dalla televisione che è figlio di Tiffany e Chucky, il bambolotto riesce a liberarsi e ad intrufolarsi in un aereo da Londra per raggiungere Hollywood a Los Angeles, in modo da ricongiungersi ai genitori, i quali sono stati tramutati in animatronic per il film Chucky sull'orlo della follia. Il giorno dopo il bambolotto si è fatto spedire come pacco postale nella sala delle attrezzature di scena, Glen riporta in vita i genitori con il Cuore di Damballa. Chucky è incredulo nell'apprendere di avere un figlio, dopo aver visto la scritta Made in Japan sui entrambi il loro polsi sinistri, mentre Tiffany ci si affeziona subito. Poco dopo Chucky e Tiffany uccidono un tecnico degli effetti speciali decapitandolo con un filo metallico, il tutto davanti agli occhi del figlio, che rimane turbato dalla loro efferatezza e quella sera fa loro notare che la violenza non è la risposta giusta. Le sue parole fanno riflettere Tiffany, la quale, guidata dal suo istinto materno, promette al figlio di smettere di uccidere forzando anche Chucky a prometterlo, che però incrocia le dita. Per via della mancanza di genitali maschili Tiffany considera il figlio una femmina e si rivolge a lei come Glenda, mentre Chucky, lo considera un maschio, e lo chiama Glen.
Per possedere dei nuovi corpi umani, Tiffany pianifica di trasferire la sua anima nel corpo di Jennifer Tilly, la star del film, mentre Chucky prenderà il corpo del rapper e neo-regista Redman. I bambolotti riescono a raggiungere l'abitazione di Jennifer, stordita insieme a Redman da Tiffany. Però Glen non ha un corpo in cui possa trasferire la sua anima, allora Tiffany e Chucky decidono di fare avere a Jennifer un bambino e fargli possedere quello. Chucky si masturba e Tiffany inietta il suo sperma in Jennifer, drogata ed incosciente, usando una pompetta per carni. Tuttavia il paparazzo Pete Peters, riesce a fotografare alcuni momenti, e quando Chucky lo nota, porta il figlio a fare un giro in un furgone, uccidendo Britney Spears in macchina facendola precipitare in un burrone. In seguito Pete tenta di sviluppare le foto, Chucky si prepara ad attaccarlo, Glen per impedire l'omicidio, uccide accidentalmente il paparazzo rovesciandogli addosso al suo volto dell'acido solforico. Fiero di Glen, Chucky decide di scattare una foto ricordo con il primo delitto del figlio e quest'ultimo tormentato dai sensi di colpa.
La sera successiva Jennifer crede di essere incinta, mentre Tiffany è convinta che la sua voglia omicida sia come una dipendenza e chiama il telefono amico per "curarsi" allo scopo di diventare una madre esemplare, fallendo e ritrovandosi a uccidere Redman squartandogli le budella perché sdegnata dal suo comportamento sessista nei confronti di Jennifer che non voleva più scritturarla per la protagonista per via della presunta gravidanza. Tiffany, viene però scoperta da Glen. Il mattino dopo Tiffany è sconvolta e spaventata nello scoprire di essere incinta, dato che la sua gravidanza è stata acellerata di 9 mesi per via della magia voodoo sviluppa in brevissimo tempo il grembo materno. Mentre Tiffany parla spaventata con l'amica e sua agente Joan, Chucky la assale e la lega a letto, poi prende in giro Tiffany per non essere riuscita a mantenere la sua stessa promessa dopo che lui ha scoperto il corpo di Redman. Per rimpiazzarlo, Tiffany fa in modo che Chucky possieda il corpo di Stan, l'autista innamorato di Jennifer. Il rito viene interrotto da Joan, che era venuta a casa di Jennifer preoccupata per lei, appena entrata in camera da letto, però qualcuno le dà fuoco, spruzzando uno spray per i capelli su una candela. Joan, viene avvolta dalle fiamme, muore precipitando dalla ringhiera delle scale, sotto gli occhi divertiti di Chucky. Lui crede che sia stata Tiffany ad uccidere Joan, e vedendola piangere, la consola dicendo che anche lui non ha mantenuto la promessa, mostrandoli tre paparazzi uccisi da lui. Poco dopo scopre che in realtà è stato Glen a commettere l'assassinio. Quest'ultimo ha infatti sviluppato una personalità omicida, Glenda e comincia a delirare. Tiffany, saputa la storia, gli tira uno schiaffo perché torni in sé ed riemerge, pieno di vergogna per ciò che ha fatto.
Quando Jennifer partorisce, dando alla luce due gemelli con sessi opposti, Chucky, esasperato dai troppi avvenimenti burrascosi accaduti in quei giorni davanti a lui, ha un ripensamento e sceglie di rinunciare a diventare umano, accettando di essere un bambolotto assassino vivente, cosa che ritiene più vantaggiosa. Tiffany, sdegnata, lascia Chucky in tronco prendendo le distanze dalle sue azioni e decide di portar via con sé il figlio dopo che avranno trasferito le loro anime nei nuovi corpi. Profondamente ferito e fuori di sé dalla rabbia, Chucky tenta di uccidere Jennifer con un coltello per impedire a Tiffany di abbandonarlo, ma Stan si libera e si sacrifica ponendosi a scudo per salvarla con il proprio corpo e con un filo di voce, si dichiara prima di morire. La polizia irrompe nella casa per via dell'allarme silenzioso fatto scattare da Joan, e i bambolotti fuggono via.
Jennifer viene dichiarata mentalmente instabile e condotta in ospedale, dove Tiffany la raggiunge e le inietta della droga per scambiare la sua anima nel corpo di Jennifer, utilizzando il Cuore di Damballa. Tuttavia viene interrotta da Chucky, che irrompe nella sala con un'ascia e la colpisce mortalmente alla fronte. Glen, dopo aver assistito impotente alla scena, combatte il padre a colpi di arti marziali, e Tiffany, che si è inaspettatamente risvegliata nel corpo di Jennifer, gli passa l'ascia con la quale Glen fa furiosamente a pezzi Chucky, e infine lo decapita. Subito dopo però prorompe in un pianto senza fine, rendendosi conto di essere diventato orfano.
Cinque anni dopo, nel 2009, si scopre che l'anima di Glen si era sdoppiata trasferendosi nei figli di Jennifer, che vivono con la madre. Tiffany, nel corpo di Jennifer, che uccide Fulvia, la tata dei figli, colpendola alla testa usando la bambola Tiffany come arma perché si era lamentata del comportamento aggressivo di Glenda. Durante il loro quinto compleanno, Glen riceve un pacco regalo contenente un braccio destro mozzato di Chucky, che improvvisamente si anima e lo afferra al collo.

## Personaggi
- Chucky: il suo vero nome è Charles Lee Ray incarnato nel corpo del bambolotto "Tipo Bello". Tenta sempre di impossessarsi di un corpo umano, ma non ci riesce. Alla fine decide di restare un bambolotto vivente e trova un modo per sfatare la morte.
- Tiffany: è anche lei una bambola, oltre a svolgere il ruolo di serial killer. Alla fine del film l'anima di Tiffany entra nel corpo dell'attrice Jennifer Tilly. A differenza di Chucky sa essere bonaria e compassionevole e solo lei mostra rimorsi dopo aver ucciso qualcuno.
- Glen / Glenda: è il figlio di Chucky e di Tiffany con una doppia personalità. È anche lui un bambolotto. È molto dolce, sensibile, innocente, generoso, socievole e altruista, e detesta completamente la violenza, la crudeltà e gli omicidi, mentre Glenda è il suo lato violento, malvagio e assassino. Alla fine del film, dopo aver assistito "all'uccisione" di Tiffany, decide di uccidere Chucky per vendicarsi. Subito dopo si mette a piangere in modo commovente, rendendosi conto di aver commesso un delitto. Infine l'anima di Glen si sdoppia ed entra nei corpi di due gemelli. Il nome del personaggio è un omaggio al film Glen or Glenda di Ed Wood.

## Produzione

### Riprese
Questa volta è Los Angeles la cittadina protagonista del quinto capitolo de La bambola assassina; parte delle riprese vennero realizzate anche in Romania, presso il Castel Film Studios di Bucarest.

## Sequel
- La maledizione di Chucky (Curse of Chucky, 2013) diretto da Don Mancini
- Il culto di Chucky (Cult of Chucky, 2017) diretto da Don Mancini
- Chucky regia di Don Mancini (2021-2024)

## Distribuzioni
| Paese       | Data della Prima |
| ----------- | ---------------- |
| Stati Uniti | 12 novembre 2004 |
| Filippine   | 1º dicembre 2004 |
| Islanda     | 2 dicembre 2004  |
| Paesi Bassi | 2 dicembre 2004  |
| Spagna      | 10 dicembre 2004 |
| Italia      | 12 dicembre 2004 |
| Messico     | 25 dicembre 2004 |
| Panama      | 1º gennaio 2005  |
| Singapore   | 6 gennaio 2005   |
| Brasile     | 14 gennaio 2005  |
| Thailandia  | 20 gennaio 2005  |
| Taiwan      | 21 gennaio 2005  |
| Hong Kong   | 27 gennaio 2005  |
| Argentina   | 3 febbraio 2005  |
| Australia   | 3 febbraio 2005  |
| Turchia     | 11 febbraio 2005 |
| Belgio      | 2 marzo 2005     |
| Francia     | 2 marzo 2005     |
| Cile        | 21 aprile 2005   |
| Russia      | 21 aprile 2005   |

## Riconoscimenti
- Sitges 2004 - Candidatura come miglior film
- Taurus World Stunt Awards 2005
  - Premio per il miglior stunt di fuoco a Heather Phillips
  - Premio per il miglior costume di una stuntwoman a Heather Phillips
- MTV Movie Award 2005 - Premio per la migliore interpretazione spaventosa a Jennifer Tilly